# Lijst van burgemeesters van Ursel
Dit is een lijst van burgemeesters in Ursel.
- 1830-1836: Charles Bruggheman
- 1836-1942: Jacobus De Baets
- 1843-1865: Ferdinand Lampaert
- 1866-1892: Lodewijk Bruggheman
- 1893-1902: Léon Bouckaert
- 1903-1907: Constant De Keyser
- 1907-1920: Theofiel Roelandts
- 1920-1953: René Bruggheman
- 1953-1961: Robert Van Lierde
- 1961-1969: Remi De Muyter
- 1969-1976: Amaat Verheye